# Elecciones federales de Suiza de 2007
Las elecciones federales de Suiza de 2007 se celebraron el domingo 21 de octubre. En algunos cantones se celebraron segundas vueltas electorales los días 11, 18 y 25 de noviembre. En el proceso se eligieron a 200 diputados para el Consejo Nacional y 43 de los 46 representantes presentes en el Consejo de los Estados. Las elecciones fueron ganadas por el Partido Popular Suizo (SVP). 

## Consejo Nacional
El Partido Popular Suizo ganó las elecciones al conseguir el 29% de los votos, lo que representó un crecimiento del 2.3% respecto a las votaciones anteriores. Los socialdemócratas perdieron apoyo en beneficio de los partidos Verde y Verde Liberal. 
En el espectro ideológico los partidos de centro (Liberales Radicales, Demócratas Cristianos, Liberales, Verdes Liberales y Evangélicos) consiguieron la mayoría de los escaños (71), contra 65 de las izquierdas (Socialistas, Verdes, Laboristas y Social Cristianos), mientras que las formaciones de derecha (Populares, Democráticos Federales y la Liga de Tesino) se quedaron con 64 representantes.
| Partido                                                        | Partido                        | Abrev.                      | Línea política              | Ideología                    | Votos     | %    | +/– (%) | Escaños | %    | +/– (escaños) |
| -------------------------------------------------------------- | ------------------------------ | --------------------------- | --------------------------- | ---------------------------- | --------- | ---- | ------- | ------- | ---- | ------------- |
|                                                                | Partido Popular Suizo          | SVP/UDC                     | Derecha                     | Conservadurismo nacionalista | 672,562   | 28.9 | +2.2    | 62      | 41.0 | +7            |
|                                                                | Partido Socialista             | SPS/PSS                     | Centroizquierda / izquierda | Socialdemocracia             | 451,916   | 19.5 | –3.8    | 43      | 28.6 | –9            |
|                                                                | Partido Liberal Radical Suizo  | FDP/PLR                     | Centroderecha               | Liberalismo clásico          | 364,736   | 15.8 | −1.3    | 31      | 20.6 | –5            |
|                                                                | Partido Demócrata Cristiano    | CVP/PDC                     | Centro/Centroderecha        | Democracia cristiana         | 335,623   | 14.5 | +0.1    | 31      | 20.6 | +3            |
|                                                                | Los Verdes                     | GPS/PES                     | Izquierda                   | Ecologismo                   | 222,206   | 9.6  | +2.2    | 20      | 13.3 | +7            |
|                                                                | Partido Liberal                | LPS/PLS                     | Centroderecha               | Liberalismo clásico          | 41,682    | 1.9  | –0.3    | 4       | 2.6  | ±0            |
|                                                                | Verdes Liberales               | GLP/VL                      | Centro                      | Liberalismo verde            | 33,104    | 1.4  | N/A     | 3       | 2.0  | N/A           |
|                                                                | Partido Popular Evangélico     | EVP/PEV                     | Centro                      | Democracia cristiana         | 56,748    | 2.4  | +0.1    | 2       | 1.3  | –1            |
|                                                                | Unión Democrática Federal      | EDU/UDF                     | Derecha                     | Derecha cristiana            | 29,914    | 1.3  | ±0      | 1       | 0.6  | −1            |
|                                                                | Partido Suizo del Trabajo      | PdA                         | Izquierda                   | Socialismo                   | 17,218    | 0.7  | ±0      | 1       | 0.6  | −1            |
|                                                                | Liga de Tesino                 | LdT                         | Derecha                     | Conservadurismo nacionalista | 13,031    | 0.6  | +0.2    | 1       | 0.6  | ±0            |
|                                                                | Partido Social Cristiano (PSC) | CSP/PCS                     | Centroizquierda             | Izquierda cristiana          | 9,984     | 0.4  | ±0      | 1       | 0.6  | ±0            |
|                                                                | Demócratas Suizos              | SD/DS                       | Derecha                     | Nacionalismo                 | 12,609    | 0.5  | –0.5    | 0       | 0    | –1            |
|                                                                | solidaritéS                    | Sol                         | Extrema izquierda           | Socialismo                   | 8,669     | 0.4  | –0.1    | 0       | 0    | –1            |
|                                                                | Lista Alternativa              | AL                          | Izquierda                   | Socialismo                   | 4,582     | 0.2  | –0.3    | 0       | 0    | ±0            |
| Otros                                                          | Otros                          |                             |                             |                              | 43,327    | 1.8  | +0.2    | 0       | 0    | ±0            |
| Total (participación 48.9%)                                    | Total (participación 48.9%)    | Total (participación 48.9%) | Total (participación 48.9%) | Total (participación 48.9%)  | 2,317,911 | —    | —       | 200     | —    | —             |
| Fuente: Elecciones 2007 Consejo Nacional de Suiza (en francés) |                                |                             |                             |                              |           |      |         |         |      |               |

## Consejo de los Estados
En la elección del Consejo de los Estados se destacó un resultado contrario a las tendencias del Consejo Nacional, en este caso, los partidos de centroderecha (FDP/PLR y CVP/PDC) ganaron la mayoría de los escaños. Mientras que el Partido Popular Suizo se convirtió en la cuarta fuerza de la Cámara Alta.
En esta elección únicamente se escogieron a 43 de los 46 miembros.
| Partidos                                                             | Partidos                      | Ideología                    | Escaños 2003 | Escaños 2007 | ±  |
| -------------------------------------------------------------------- | ----------------------------- | ---------------------------- | ------------ | ------------ | -- |
|                                                                      | Partido Demócrata Cristiano   | Democracia cristiana         | 15           | 15           | ±0 |
|                                                                      | Partido Liberal Radical Suizo | Liberalismo clásico          | 14           | 12           | –2 |
|                                                                      | Partido Socialista            | Socialdemocracia             | 9            | 9            | ±0 |
|                                                                      | Partido Popular Suizo         | Conservadurismo nacionalista | 8            | 7            | –1 |
|                                                                      | Los Verdes                    | Ecologismo                   | 0            | 2            | +2 |
|                                                                      | Verdes Liberales              | Liberalismo verde            | 0            | 1            | +1 |
| Total                                                                | Total                         | Total                        | 46           | 46           |    |
| Fuente: Elecciones 2007 Consejo de los Estados de Suiza (en francés) |                               |                              |              |              |    |